# NA-214
La NA-214 es una carretera que une Burgui con Navascués, evitando así tener que pasar por Yesa y Lumbier.

## Recorrido
| Denominación | Kilómetro | Salida                | Carretera             | Dirección             |
| ------------ | --------- | --------------------- | --------------------- | --------------------- |
| NA-214       | 0         |                       | NA-178                | Lumbier Ochagavía     |
| NA-214       | 0         | Travesía de Navascués | Travesía de Navascués | Travesía de Navascués |
| NA-214       | 15        | Travesía de Burgui    | Travesía de Burgui    | Travesía de Burgui    |
| NA-214       | 15        |                       | NA-137                | Roncal Sigüés         |